# 289 Nenetta
Nenetta (định danh hành tinh vi hình: 289 Nenetta) là một tiểu hành tinh ở vành đai chính. Ngày 10 tháng 3 năm 1890, nhà thiên văn học người Pháp Auguste H. Charlois phát hiện tiểu hành tinh Nenetta khi ông thực hiện quan sát ở Nice, Pháp và đặt tên nó theo Nenetta, tiếng Pháp lóng chỉ người phụ nữ nhẹ dạ.